# Evertsoord

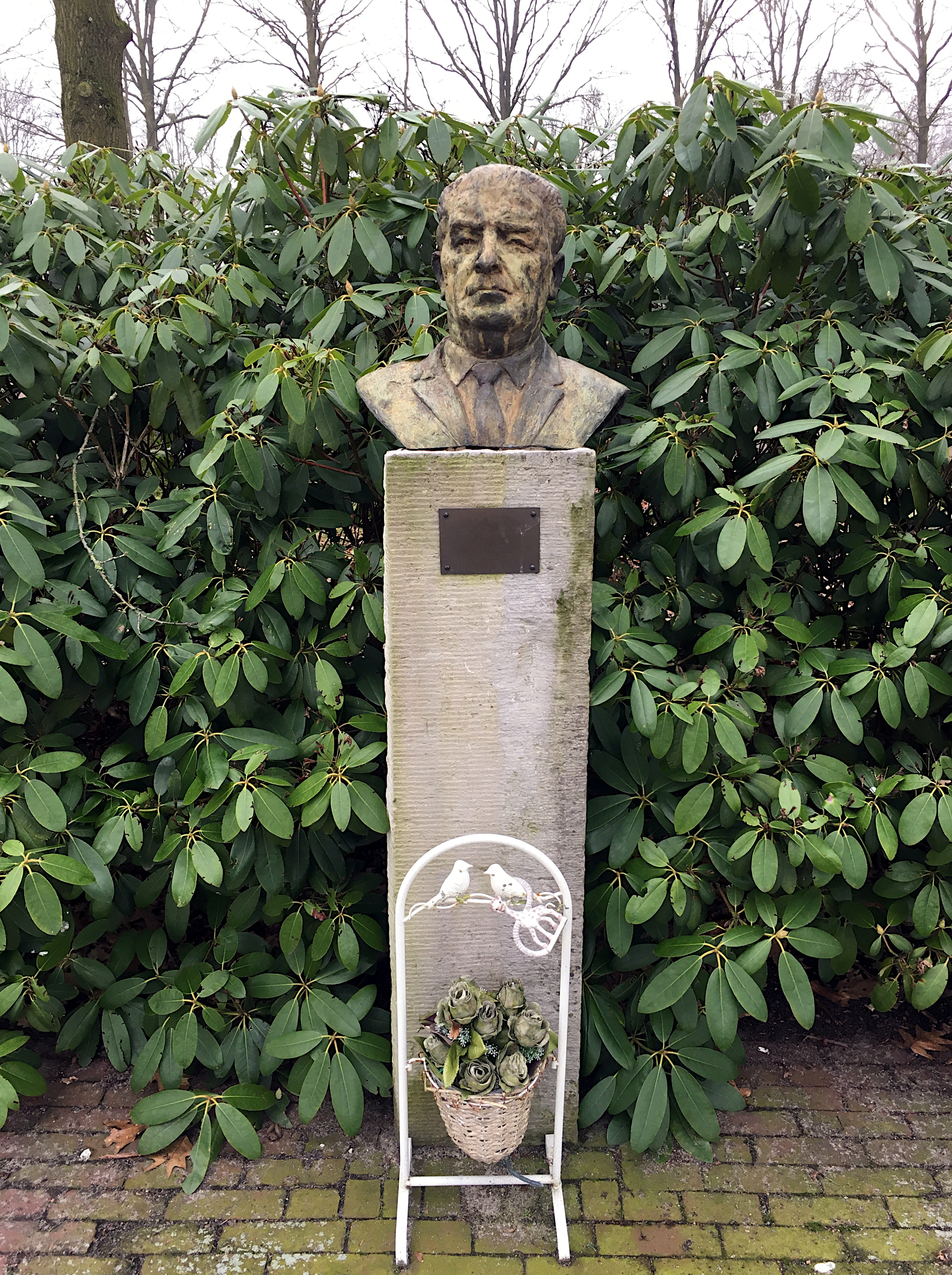
Willem Everts

Evertsoord (Limburgs: De Pieël) is een kerkdorp in de gemeente Horst aan de Maas, in de Nederlandse provincie Limburg. Het dorpje telt 245 inwoners.

## Ontstaan
Het dorp Evertsoord is ontstaan uit een van de twee werkverschaffingskampen in de toenmalige gemeente Sevenum. In deze kampen stonden de onderkomens voor de mensen die vanaf het einde van de jaren dertig van de twintigste eeuw bij de ontginning van het veengebied van de Sevenumse Peel tewerk waren gesteld door het Werkfonds, vanaf 1939 de Rijksdienst voor de Werkverruiming en na de oorlog de Dienst Uitvoering Werken (D.U.W.). De ontginning ging officieel van start op 10 maart 1938. Eind 1939 en begin 1940 verschenen de eerste boerderijen in het gebied. Uiteindelijk veranderde het kamp in een woonwijk, de kern van een ontginningsdorp. De ontginning kwam officieel tot een einde op 15 mei 1959.
De plaats is vernoemd naar Willem Everts, burgemeester van Sevenum van 1923 tot 1958, die zich sterk had gemaakt voor de ontginning van het gebied en hoopte op een toename van de bevolking van Evertsoord tot 1500 mensen: groeiplannen die echter nooit werden verwezenlijkt. De door hem bedachte strakke contouren van het kerkdorp zijn nog steeds herkenbaar.
De paters van de congregatie Oblaten van de Onbevlekte Maagd Maria vestigden zich in 1948 te Evertsoord. In 1956 kwam er een kleuterschool, in 1959 gevolgd door een lagere school, die in 1966 alle klassen telde. Omdat de verwachte bevolkingsgroei uitbleef, werd de kleuterschool in 1972 gesloten en de lagere school in 1976.
Het klooster van de Oblaten, Klooster Ter Peel, tevens noviciaat, werd gebouwd naar ontwerp van Theo Taen. In 1949 kwam de eerste vleugel ervan gereed. De kerk, naar ontwerp van Pierre Weegels, werd later gebouwd en in 1956 ingezegend als de Onze-Lieve-Vrouw-Onbevlekt-Ontvangenkerk. In 1957 werd een rectoraat ingericht. Vanaf toen functioneerde de kloosterkerk ook als kerk voor de bewoners in Evertsoord, hoewel ze parochianen van Kronenberg bleven.
In 1976 werd het klooster opgeheven en verkocht aan Justitie. Bedongen was dat de kerk altijd kon worden gehuurd voor liturgische plechtigheden, hoewel eigendom van Justitie die er een gevangenis van maakte: Penitentiaire Inrichting Ter Peel. Als mannengevangenis in gebruik genomen, was er sinds 1995 een vrouwengevangenis gevestigd. In september 2021 werd het een tijdelijke jeugdgevangenis die per 1 september 2023 werd gesloten, omdat deze ten gevolge van noodweer dat zich op 22 juni 2023 voordeed onbruikbaar was geworden.

## Bezienswaardigheden
- Onze-Lieve-Vrouw-Onbevlekt-Ontvangenkerk
- Mariakapel aan de Drie Kooienweg
- Mariakapel aan de Patersstraat

## Natuur en landschap
Evertsoord ligt in een ontginningsgebied in de Peel dat wordt gedomineerd door grootschalige landbouw. De hoogte ten opzichte van NAP is rond 32 meter. De Mariapeel, ten westen van Evertsoord, werd gevrijwaard van ontginning en wordt beheerd als natuurgebied. Ten oosten van Evertsoord vindt men een aaneenschakeling van naaldhoutbossen op heide-ontginning, namelijk het bosgebied Kronenbergerheide, Heesberg, Steegberg en Schatberg.

## Nabijgelegen kernen
Kronenberg, Koningslust, Helenaveen, America

## Geboren
- Jan Philipsen, oud-bassist van Rowwen Hèze